# Edales nicola
Edales nicola är en fjärilsart som beskrevs av Swinhoe 1885. Edales nicola ingår i släktet Edales och familjen juvelvingar. Inga underarter finns listade i Catalogue of Life.